# Nimrod

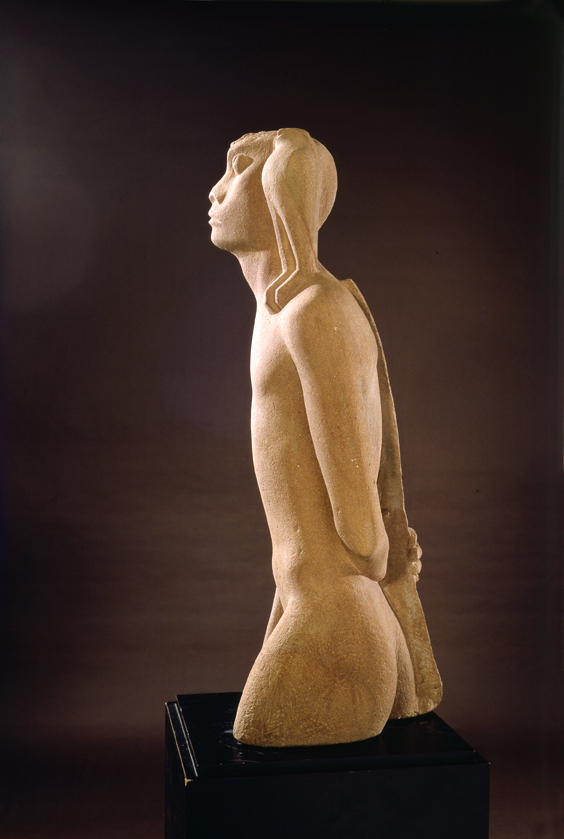
Nimrod de Yitzhak Danziger (1939)

Nimrod (ebraică: נִמְרוֹד, ebraică modernă: Nimrod, tiberiană: Nimrōḏ, aramaică: ܢܡܪܘܕ‎ arabă: نمرود‎) este, potrivit Cărților Genezei și a Cronicilor, fiul lui Cuș, un strănepot al lui Noe și rege în Shinar  În Mesopotamia, Irak astăzi. Tradiții extra-biblice îl asociază pe Nimrod cu Turnul Babel și îl asociază cu conducătorul rebeliunii împotriva lui YHWH. În secolul al VIII-lea, arabii au numit câteva ruine mesopotamiene după Nimrod.